# Dusty Hannahs
Gerald Ellis Hannahs III, meglio noto come Dusty Hannahs (Little Rock, 2 settembre 1993), è un cestista statunitense naturalizzato israeliano.

## Statistiche

### College
| Anno      | Squadra         | PG  | PT | MP   | TC%  | 3P%  | TL%  | RP  | AP  | PRP | SP  | PP   |
| --------- | --------------- | --- | -- | ---- | ---- | ---- | ---- | --- | --- | --- | --- | ---- |
| 2012-2013 | TTU Red Raiders | 31  | 17 | 22,4 | 39,3 | 37,4 | 80,6 | 1,1 | 0,4 | 0,5 | 0,0 | 6,9  |
| 2013-2014 | TTU Red Raiders | 32  | 10 | 22,1 | 37,8 | 36,9 | 92,3 | 1,4 | 1,3 | 0,4 | 0,0 | 7,7  |
| 2015-2016 | Ark. Razorbacks | 32  | 20 | 27,1 | 45,8 | 43,3 | 87,0 | 2,4 | 0,9 | 0,6 | 0,0 | 16,5 |
| 2016-2017 | Ark. Razorbacks | 36  | 23 | 24,7 | 43,9 | 38,7 | 90,8 | 1,7 | 1,2 | 0,4 | 0,1 | 14,4 |
| Carriera  | Carriera        | 131 | 70 | 24,1 | 42,8 | 39,5 | 88,8 | 1,7 | 0,9 | 0,5 | 0,0 | 11,5 |

### NBA

#### Regular Season
| Anno      | Squadra           | PG | PT | MP   | TC%  | 3P%  | TL% | RP  | AP  | PRP | SP  | PP  |
| --------- | ----------------- | -- | -- | ---- | ---- | ---- | --- | --- | --- | --- | --- | --- |
| 2018-2019 | Memphis Grizzlies | 2  | 0  | 13,0 | 25,0 | 0,0  | 100 | 0,5 | 2,5 | 0,5 | 0,0 | 4,0 |
| 2019-2020 | Memphis Grizzlies | 2  | 0  | 6,5  | 44,4 | 66,7 | 100 | 0,5 | 0,0 | 0,0 | 0,0 | 6,0 |
| Carriera  | Carriera          | 4  | 0  | 9,8  | 33,3 | 25,0 | 100 | 0,5 | 1,3 | 0,3 | 0,0 | 5,0 |

### G League
| Anno      | Squadra        | PG  | PT | MP   | TC%  | 3P%  | TL%  | RP  | AP  | PRP | SP  | PP   |
| --------- | -------------- | --- | -- | ---- | ---- | ---- | ---- | --- | --- | --- | --- | ---- |
| 2017-2018 | Memphis Hustle | 47  | 13 | 21,4 | 42,1 | 44,1 | 90,5 | 1,9 | 1,8 | 0,6 | 0,1 | 9,3  |
| 2018-2019 | Memphis Hustle | 49  | 7  | 25,6 | 47,7 | 41,3 | 92,6 | 1,8 | 1,4 | 0,4 | 0,1 | 14,5 |
| 2019-2020 | Memphis Hustle | 37  | 24 | 31,4 | 46,8 | 44,7 | 91,5 | 2,2 | 2,1 | 0,7 | 0,1 | 21,4 |
| 2020-2021 | S.C. Warriors  | 13  | 9  | 30,1 | 45,8 | 39,3 | 91,7 | 2,4 | 2,2 | 0,8 | 0,2 | 11,5 |
| 2022-2023 | S.C. Warriors  | 39  | 27 | 29,6 | 46,5 | 43,6 | 94,0 | 2,4 | 2,8 | 0,4 | 0,0 | 17,2 |
| Carriera  | Carriera       | 185 | 80 | 26,9 | 46,1 | 43,3 | 92,1 | 2,1 | 2,0 | 0,5 | 0,1 | 14,9 |